# Buenavista (Quezon)
Buenavista é um município de  quarta classe de renda municipal (d) na província Quezon, nas Filipinas. De acordo com o censo de 1 de maio  de  2020 possui uma população de 31 160 pessoas e 7 629 domicílios.